# DIGITAL HiNote

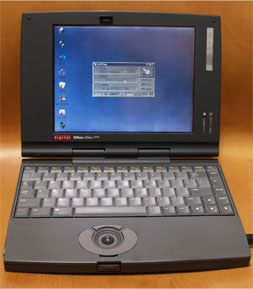
Digital HiNote Ultra

Digital HiNote（デジタル ハイノート）シリーズは、かつてのディジタル・イクイップメント・コーポレーション（DEC）のノートパソコンのブランド（商標）名。

## 特徴
初代のDigital HiNote Ultraは､それまでのラップトップPCより小型薄型軽量な筐体で注目を集め､「スリムノート」という新ジャンルを成立させた。

## 歴史

### Digital HiNote
HiNoteシリーズ最初の製品である。433C, 450C, 475CTの三機種で展開され、CPUはそれぞれ、SL Enhanced 486SX/33MHz, DX2/50MHz, DX4/75MHzであった。型番の数字部分下二桁がクロック数を表し、Cはカラー液晶搭載の意。CTはTFTカラー液晶内蔵を示している。HiNote 475CTの厚さは43.5mmあり、薄さを追求したラインではない。ニッケル水素バッテリが採用されており、Pentium搭載の後継機であるHiNote VPシリーズでは、トラックボールが廃止されタッチパッドに変更された。廉価版の位置づけではあるが、475CT(FR-P64WC-AJ)の発売時の定価は、458,000円であった。もっとも、当時はTFTカラー液晶が非常に高価だったため、DSTN液晶搭載の450CT(FR-P62WC-AJ)であれば、308,000円となる。

### Digital HiNote Ultra
1995年に発売された、薄型ノートの走りといえるノートPCである。1995 グッドデザイン外国商品賞受賞、デザイナーはMichele Bovio。ユーザの間ではDHUとも表記された。433, 433C, 450C, 475CTの四機種で展開され、型番はDigital HiNoteと同様、型番の下二桁がCPUクロックを示し、Cがカラー液晶、CTがTFTカラー液晶の搭載を表す。433はモノクロ液晶搭載モデルであり、厚さは25.5mmだった。カラー液晶搭載モデルの厚さは30.5mmである。
ポインティングデバイスはトラックボールが採用された。ボタンはボールの周囲を楕円形に取り巻く独特のデザインで、上下二分割されていた。上の小さなボタンが2ボタンマウスの右ボタンに当たり、円周の大半を占める下のボタンが左ボタンに当たる。
メーカーサイドでの101キーボードへの交換サービスも行われていた。
バッテリにはリチウムイオンバッテリが採用され、3時間程度の駆動が可能だった。バッテリパックはキーボードスタンドを兼ねており、折り返してキーボードに傾斜を付けることができる。当時のノートPCはキーボードに傾斜を付けるために伸縮式のスタンドを底面に内蔵していることが多かったが、バッテリを折り返してキーボードスタンドとするアイデアは革新的だった。
Digital HiNote Ultraシリーズは1スピンドルPCで、FDDは内蔵していない。バッテリパックを折り返した時にデスクとの間に出来る楔形の空間に、付属品のFDDドックが収まる。この他、PCMCIAスロット付きFDDドックや、CD-ROMドライブやステレオスピーカーを内蔵したMobileMediaがオプションとして設定されていた。
この当時のカラー液晶内蔵ノートPCは一般に高価なものだったが、Digital HiNote Ultraシリーズはその中で更に高価な存在だった。TFTカラー液晶搭載の475CT(FR-P74WC-AJ)の発売時の定価は528,000円である。

### Digital HiNote Ultra II
1996年4月に発売された、Digital HiNote Ultraの後継機である。Pentium搭載、TFT液晶SVGA（800×600）サイズの採用、Windows 95プリインストールが特徴である。当初はCTS5100, CTS5120, CTS5133の三機種で展開され、マイナーチェンジでLTS5133, LTS5150の二機種が展開された。型番の読み方は先代のDigltal HiNote Ultraと同じで、CTSはSVGA TFTカラー液晶搭載の意、5はPentium搭載、下三桁はクロック数を示す。CTSシリーズは10.4inch液晶、LTSシリーズは11.3inch液晶を内蔵していた。
底面積は先代と変わらないため、バッテリパック、ドッキングステーション等の流用が可能だった。CTSは厚さ28.2mmと先代のカラー液晶搭載モデルよりさらに薄くなったが、液晶サイズを拡大したLTSでは30.5mmと先代と同じ厚さに戻っている。重さはCTSシリーズが1.8kg、LTSシリーズで1.9kgと同世代の他メーカー軽量機種と同等であった。搭載ソフトは、海外メーカーによくあった、OS以外はソフトは何も入っていない構成で、AcrobatReader2.1・Tranxit2（赤外線ファイル転送ソフト）・SlideShow・SideKick95（スケジュール管理）のみであった。
本機も相当に高価で、CTS5120(FR-P86WF-AJ)の発売時の定価は598,000円、LTS5150(FR-P8FWG-AJ)では、728,000円に達する。

### Digital HiNote Ultra 2000
1997年9月に発売された、Digital HiNote Ultra IIの後継機である。MMX Pentiumを搭載、XGA液晶の採用、Windows 95もしくはNT4.0がプリインストールされており、着脱式のCD-ROMドライブを内蔵している。トラックボールは採用されず、タッチパッドとなった。当初VTX5166M, GTX5166Mの二機種にそれぞれWindows 95, NT4.0をインストールした計4機種で展開された。VTXは12.1inch液晶を、GTXは14.4inch液晶を内蔵しており、底面積はDigital HiNote Ultra / Digital HiNote Ultra IIと比べて大きくなっている。厚さはそれぞれ、33mm, 36mmで、重量は2.3kg, 2.7kgである。厚さ30mm程度、重量1.8kg程度であった従来のHiNote Ultraシリーズと比べると、肥大化が否めない。
価格は非常に高価で、NT4.0プリインストールのGTX5166M(FR-PG4WJ-AJ)では、1,018,000円と100万円を上回った。
DECはcompaqと合併を1998年1月に発表し10月に完了したため、Digital HiNote Ultraシリーズは性能アップし価格を下げた1998年1月発売のGTX5266Mで打ち止めとなった。DECで開発されていたHiNote Ultra 2000の後継機は、合併後、compaqから、ARMADA 6500 Ultraとして発売された。